# Bluey: el videojuego
Bluey: el videojuego es un videojuego de aventuras de 2023 desarrollado por Artax Games y distribuido por Outright Games. Está basado en la serie de televisión Bluey, y fue lanzado el 17 de noviembre de 2023 para Nintendo Switch, PlayStation 4, PlayStation 5, Windows, Xbox One y Xbox Series X/S.

## Jugabilidad
Los jugadores podrán explorar y resolver puzles en cuatro mapas diferentes basados en Bluey: la casa Heeler, un parque cercano, el arroyo y la playa. Cuatro minijuegos se encuentran disponibles, tres de ellos están basados en juegos que ha jugado la familia Heeler: globo arriba, el suelo es lava, y el xilófono mágico, mientras que el juego de perseguir a Chattermax es un juego original. Algunos de los minijuegos incluyen saltar por plataformas. Los jugadores también podrán recolectar coleccionables opcionales en cada nivel para desbloquear pegatinas que aparecerán en un libro dentro del juego, y sombreros para personalizar a los personajes. Hasta cuatro personas pueden jugar a la vez, asumiendo los papeles de la familia Heeler.

## Sinopsis
Durante un día festivo idílico y relajante, la familia Heeler, conformada por Bluey, Bingo, Bandit y Chilli, se ve involucrada en una búsqueda del tesoro luego de que Bluey descubre una mitad de un mapa del tesoro detrás de una foto de Bandit en los 80.

## Desarrollo
Artax, un estudio desarrollador de juegos español con sede en Madrid, trabajó con Ludo Studio (la compañía que produce la serie de televisión Bluey) y el elenco de voces del programa de TV al hacer Bluey: el videojuego. Muchos de los miembros del equipo de producción que trabajaron en el show también ayudaron con el desarrollo del juego, como el diseñador de sonido Dan Brumm, quien también interpreta la voz del tío Stripe y ayudó a crear los efectos de sonido para la adaptación del juego. Outright Games lanzó el juego para Windows, Xbox One y Series X/S, PlayStation 4 y 5, y Nintendo Switch el 17 de noviembre de 2023.

## Recepción
Bluey: el videojuego recibió reseñas mixtas en general, según el sitio web agregador de reseñas Metacritic. Las reseñas criticaron la corta duración, que demoraba entre una y tres horas completar el juego al 100%. Los analistas también criticaron el precio alto de lanzamiento de $40 (USD) para un juego de corta duración y errores notables, pero se ha dicho que logra replicar la apariencia y la emoción de la serie de TV.